# Дмитриј Павлович
Велики кнез Димитриј Павлович (рус. Великий Князь Дмитрий Павлович; Москва, 18. септембар 1891 − Давос, 5. март 1942) био је руски племић; син великог кнеза Павела Александровича и унук руског цара Александра II.

## Биографија
Детињство му је обележила рана смрт мајке, Александре Георгијевне, и очева  женидба са обичном грађанком Олгом Карнович, због чега је изгубио положај на двору а одузето му је и старатељство над децом. Њега и старију сестра Марију Павловну, са којом је остао близак све до смрти, отхранио је ујак, велики кнез Сергеј Александрович, а након његовог убиства 1905. године, бригу о Дмитрију је преузео цар Николај II, те је живео у Александровом двору готово као усвојени син царског пара.
Завршио је официрску коњичку школу, да би потом служио у коњичком пуку Његовог Величанства. Представљао је Русију у коњичким дисциплинама на Олимпијским играма у Стокхолму 1912. Као блиски рођак цара заузимао је високу позицију на двору, али га је војничка каријера све мање занимала а одавао се све више боемском животу. Био је веома близак пријатељ Феликса Јусупова, коме је помогао да убије Григорија Распућина, мистика који је имао велики утицај на царску породицу.
Прогнан је на ратни фронт у Персију, а потом је пред бегом од Октобарске револуције емигрирао у Енглеску, да би се настанио у Париз током 1920-их. У Паризу је имао краткотрајну и интензивну љубавну аферу са модном креаторком Коко Шанел. Једно време је живео у САД. Оженио се са Американком Одри Емери, богатом наследницом, са којом је добио сина, пре него што се развео 1937. године.
Као најмлађи велики кнез Русије који је преживео бољшевичку револуцију био је утицајна особа у руским емигрантским круговима, али није значаније учествовао у политици. Подржао је проглашење Кирила Владимировича за императора сверуског у изгнанству. Почетком Другог светског рата његово здравље је већ било нарушено, те је умро од туберкулозе у педесетој години у Давосу.